# 曹洪
曹洪（约169年—232年），字子廉，沛國譙（今安徽亳縣）人，三國時期曹魏重要將領，曹操堂弟。
歷任扬武中郎将、谏议大夫、卫将军等，封都阳侯。因拒絕借錢給少年時的曹丕，讓心胸狹隘的曹丕對他記恨數十年，曹丕即位後將曹洪羅織罪名下獄，卞太后知道此事後脅迫郭皇后向曹丕求情，免去死罪的曹洪仍被削爵貶為庶民。曹丕死後曹叡即位，復曹洪爵位，拜曹洪為後將軍，封樂城侯，官至骠骑将军，死後谥為恭侯。

## 生平

### 君之左右
曹洪在曹操起兵參加讨董卓聯軍時，已經加入曹操軍。軍到荥阳時，曹軍为董卓将領徐荣所败，敵軍一路追殺，曹操失去坐騎，曹洪趕至，立刻下馬讓給曹操，曹操推辞，曹洪說：「天下可无洪，不可无公。」便徒步跟隨到汴水，因水過深不能渡，曹洪得來一艘船，与曹操過河，歸还奔谯。扬州刺史陈温与曹洪有深厚交情，曹洪帶千多名家兵到陈温處募兵，在庐江募得上等甲士千餘人，东到丹杨又募得数千人，與曹操会師龙亢。

### 四方征戰
193年，呂布乘曹操東征徐州，偷襲兗州，曹操立即還擊呂布，相方對峙，时值大饥荒，曹洪列兵在前，先佔据东平、范，聚於劤谷以補給军隊。曹操成功打敗呂布，曹洪屯兵於东阿，再转戰济阴、山阳、中牟、阳武、京、密等十多县，皆攻克，以前后軍功拜為鹰扬校尉，再升為扬武中郎将。196年，迎漢獻帝至许昌，再拜為谏议大夫。
200年官渡之戰，與徐晃出擊，後火燒烏巢事件，聽從荀攸的勸告，收納了袁紹舊將張郃。
後南征刘表，破舞阳、阴叶、堵阳、博望的劉表軍，數有戰功，升為厉锋将军，封国明亭侯。屢屢征伐有功，拜為都护将军。
215年參與討伐張魯，並與留守鄴城的曹丕互打筆仗。
217年參與討伐劉備將領吳蘭的下辨之戰，當時吳蘭駐扎在陇西郡下辨，劉備派遣張飛援救吳蘭，最終曹軍擊敗吳蘭，張飛逃走。
219年參與漢中之戰，與曹真、張既等人配合。

### 晚年待遇
220年，曹丕稱帝，先任曹洪为卫将军，再升骠骑将军，封野王侯，增加食邑千户，總計共二千一百户，后再轉封都阳侯。
由於曹丕年少時向他借錢被拒絕、對他早已心有芥蒂。曹丕為太子時，又向曹洪借绢百匹，曹洪再次拒絕而無法使曹丕滿意。曹丕稱帝後，藉口曹洪的食客犯法，將曹洪收監，等候處死。群臣進諫求情，曹丕都不聽，曹丕之母卞太后盛怒之下對郭皇后說：「令曹洪今日死，吾明日敕帝废后矣。（如果曹洪今日被處死，我明日便讓陛下廢了你的后座。）」郭皇后急忙去盡力周旋，於是曹丕才饒過曹洪性命，但仍要削除官職、封邑，貶為庶人，當時是黃初七年（226年）正月。
227年，明帝曹叡即位，恢復其名望、爵位，先拜其為后将军，更加封乐城侯、增加食邑千户，再次拜為骠骑将军。232年曹洪病逝，谥為恭侯。243年，靈位遷移至魏太祖廟、與曹操一同祭祀。

## 特徵
曹洪家裡很富有，曹操任司空时，親自帶頭將每次月調儲在縣，曹洪所儲之款連曹操也自認不及。但是為人吝嗇小氣，因為惜金而拒绝借錢給曹丕，后遭到牢獄之苦，最終在卞太后強迫郭皇后求情之下才可被赦免。之後曹丕接著要沒收曹洪家產，在卞太后的要求下作罷。
又在漢中之戰击退張飛、馬超等大辦慶功宴，期間令歌女跳脫衣舞，引起當地士人楊阜的譴責；此時曹操譏諷曹洪，說曹洪的貪財好色如同劉邦，辛毗和曹休如同張良、陳平匡正他的過失。
又早在曹操的豫州時期，其門客有少數“数犯法”，先後被長社縣令楊沛和許縣令滿寵懲治。不久任都護將軍的期間，曾強迫建安七子的阮瑀任其書記，但被婉拒。
《魏略》記載曹洪藉著自身才疏為由，想讓擁有才學的司馬懿來幫助自己，司馬懿恥於和曹洪來往，藉口病到拄拐杖的地步無法去見曹洪。因此曹洪記恨司馬懿，去跟曹操打小報告，司馬懿在曹操徵召下才丟掉拐杖入仕。
據《三國志·司馬芝傳》載，明帝時期（226～232），由於曹洪的乳母與临汾公主的僕人一起淫祀无涧神，而被司馬芝下獄。
另詳見陳琳的《為曹洪與魏文帝書》，此書信收錄於《文選卷四十一·書上》。

## 家庭

### 父辈
- 曹鼎，曹洪伯父，尚书令
- 曹瑜，曹洪族父，卫将军，封列侯

### 子女
- 曹馥，曹洪之子，继承曹洪爵位
- 曹震，曹洪之子，封列侯
- 曹氏，曹洪之女，荀粲妻，有美色，早亡

## 評價
- 陳壽：「夏侯、曹氏，世为婚姻，故惇、渊、仁、洪、休、尚、真等并以亲旧肺腑，贵重于时，左右勋业，咸有效劳。」
- 卞太后：「梁、沛之间，非子廉无有今日。」
- 曹操：「我家赀那得如子廉耶！」
- 王嘉：「曹洪忠烈为心，爱亲忧国。」
- 李贽：「曹洪者，操之忠，汉之贼也。」

## 艺术形象

### 三國演義
初始與曹仁共同為曹操舉兵，多活躍於曹操軍為主的大型戰役，先於南皮之戰斬殺袁譚，之後在南郡之戰單挑敗給韓當。
潼關之戰以先鋒身份與徐晃守潼關時，被馬超軍士挑釁辱罵曹家三代。曹洪因此大怒，不顧徐晃阻攔去應戰馬超，潼關失守後與徐晃被擊退並得曹仁援救，差點被曹操命令處斬，不過之後因援護曹操而受其感激並被重賞。
漢中之戰時張郃中張飛計謀而失守瓦口關，曹洪氣得將張郃處斬，不過在郭淮的請求下赦免張郃。曹丕篡漢時，與曹休領軍入宮，將辱罵自身的符寶郎祖弼殺害並奪走玉璽，此後再無曹洪墨跡。

### 戲劇
中國傳統戲曲中曹洪的角色，臉譜勾成红色碎花脸，表示其忠勇。

### 电视剧及电影
- 1994年电视剧《三国演义》：分别由马奉年、霍尔查、巴拉珠尔、全力平、王捷飾演曹洪
- 1994年電視劇《東方小故事之满宠执法》：李京飾演曹洪
- 1996年電視劇《關公》：张至成飾演曹洪
- 1999年電視劇《曹操》：罗永东飾演曹洪
- 2008年电影《赤壁》及《赤壁2：決戰天下》：王辉饰演曹洪
- 2010年电视剧《三国》：李代庆饰演曹洪
- 2013年电视剧《曹操》：韩涵饰演曹洪
- 2017年电视剧《軍師聯盟》：陈之辉饰演曹洪

### 動漫遊戲
- 《橫山光輝三國志》（橫山光輝）
- 《蒼天航路》（王欣太）
- 《火鳳燎原》（陳某）

## 延伸阅读
[在维基数据编辑]
 《三國志·卷09》，出自陳壽《三國志》